# TMBThanachart Bank
TMBThanachart Bank (TTB) — тайский коммерческий банк, образовавшийся в 2019 году слиянием TMB Bank и Thanachart Bank. Банк имеет листинг своих акций на Фондовой бирже Таиланда. Крупнейшим акционером является нидерлинский банк ING Bank (23 %).
Активы на конец 2020 года составили 1,81 трлн батов ($55 млрд), из них 1,4 трлн пришлось на выданные кредиты. Принятые депозиты составили 1,37 трлн батов.

## История
Банк был основан 5 ноября 1957 года для оказания услуг для военнослужащих и их семей. В 1982 году Король Таиланда приказал банку начать предоставлять свои услуги всем гражданам.

## Основные акционеры
- ING Groep — 23,03 %
- Министерство финансов Таиланда — 22,02 %
- Thanachart Capital — 20,12 %
- Scotiabank — 5,21 %
- Thai NVDR Company Limited — 4,31 %[4]